# 弗謝沃洛迪夫卡
50°44′36″N 25°10′31″E / 50.74333°N 25.17528°E
弗謝沃洛迪夫卡（羅馬化：Vsevolodivka）是烏克蘭西部沃倫州盧茨克區盧茨克市鎮的村莊，始建於1880年，面積0.37平方公里，海拔高度229米，2001年人口30，人口密度每平方公里80.21人。